# Rhytidoponera nexa
Rhytidoponera nexa é uma espécie de formiga do gênero Rhytidoponera.